# Johnny Cifuentes
Juan Antonio Cifuentes Laso (Madrid, 12 de junio de 1955), más conocido como Johnny Cifuentes, es un músico español de rock, miembro del grupo Burning.

## Biografía
Johnny Cifuentes nació en el barrio de Chamberí de Madrid, pero vivió desde pequeño en Carabanchel. Su padre era taxista y él empezó a trabajar a los 14 años vendiendo piezas para taxi.
En 1974 se une al grupo Burning por invitación de Pepe Risi junto a Toño Martín, Enrique Pérez y Ernesto Estepa. Era el único de los miembros iniciales que no procedía del barrio de La Elipa y, aunque se encargaba del piano, apenas sabía tocar el instrumento.
Tras la salida del cantante Toño Martín en 1983, Cifuentes se hizo cargo de las voces, junto con Pepe Risi. A la muerte de Risi en 1997, Cifuentes se convirtió en el último de los miembros iniciales que continuaba en Burning.
Johnny Cifuentes continuo con Burning. El último concierto dado ha sido en La Gran Vía de Madrid el 15 de mayo de 2021 (día de San Isidro) presentando su último disco Hagámoslo esta vez como Johnny Burning junto con 8 músicos entre ellos Nico (guitarra) y Miguel (saxofón).

## En Solitario
En abril del 2021 Johnny presenta su disco en solitario llamado "Hagamoslo".
su hija Claudia Cifuentes ha creado la marca " mujer fatal ".

## Vida personal
Está casado y tiene dos hijos.
Además de su actividad como músico, Cifuentes regenta el bar de rock El Cocodrilo en el barrio del Batán.